# Dunavarsány
Dunavarsány (dt. Donauburg) ist eine ungarische Stadt im Kreis Szigetszentmiklós im Komitat Pest.

## Geographische Lage
Dunavarsány liegt 24,5 Kilometer südlich des Zentrums der ungarischen Hauptstadt Budapest und 8 Kilometer südöstlich der Kreisstadt Szigetszentmiklós an einem Altarm der Donau.  Nachbargemeinden sind Délegyháza, Majosháza und Taksony.

## Geschichte
Das heutige Dunavarsány entstand 1947 durch den Zusammenschluss der beiden Orte Kisvarsány und Nagyvarsány, damals Teile von Taksony, zunächst unter dem vorläufigen Namen Szabadvarsány. Ab 1948 trug der Ort den Namen Dunavarsány. Er erhielt 2004 den Status einer Stadt.

## Städtepartnerschaften
- Gemmingen, Deutschland (seit 1999)
- Slavec (Szalóc), Slowakei (seit 2002)
- Tschetfalwa (Четфалва, Csetfalva), Ukraine (seit 2008)

## Sehenswürdigkeiten
- 1848er-Denkmal mit Turul
- Büsten bekannter Persönlichkeiten (Lajos Batthyány, Ferenc Deák, Lajos Kossuth, István Széchenyi, István Tisza) erschaffen von Zoltán Szabó
- 1956er-Denkmal (1956-os emlékmű), erschaffen von Sándor Györfi
- Römisch-katholische Kirche Szent Kereszt felmagasztalása (im Ortsteil Kisvarsány), erbaut in den 1930er Jahren
- Römisch-katholische Kirche Szent Vendel (im Ortsteil Nagyvarsány), erbaut in den 1930er Jahren
- Statue des Papstes Johannes XXIII., erschaffen 1992 von Sándor Györfi
- Weltkriegsdenkmal

## Verkehr
Durch das Stadtgebiet verläuft die Hauptstraße Nr. 51. Dunavarsány ist angebunden an die Eisenbahnstrecke von Kőbánya-Kispest nach Kunszentmiklós-Tass. Weiterhin bestehen Busverbindungen in nördliche Richtung über Dunaharaszti in die Budapester Innenstadt sowie in südliche Richtung über Délegyháza, Majosháza und  Áporka nach Kiskunlacháza.